# Alexander Tcherepnin
Alexander Tcherepnin   (Sant Petersburg, 21 de gener de 1899 - 6è districte de París, 30 de setembre de 1977) va ser un compositor i pianista nascut a Rússia.
Va ser un compositor veritablement «ciutadà del món». Tot i ser nascut a Rússia, va desenvolupar la seva carrera en molts països de tot el planeta, no com un simple visitant de pas, sinó deixant una empremta duradora. De fet, la seva influència encara es percebia dècades després en molts dels llocs on va treballar. Instal·lat a París, Londres, Pequín, Tòquio, Chicago i Nova York, i actuant a centenars de ciutats entremig, va assimilar la música que trobava i la va fondre en una veu distintiva arrelada en l’expressivitat russa de la seva infantesa.
Va ser un compositor prolífic i àmpliament interpretat, amb quatre òperes, tretze ballets, quatre simfonies, nombroses obres orquestrals i de cambra de gran format, i més de 200 peces per a piano. La seva música fa de pont entre Orient i Occident, transformant els llenguatges musicals d’una cultura perquè puguin ser compresos i sentits per l’altra. No és estrany que Aaron Copland el definís com «un compositor nord-americà honorari»' i que Tōru Takemitsu el considerés «una figura paterna de la música japonesa».

## Família
Alexander Tcherepnin va ser probablement el membre més important d’una de les grans nissagues musicals russes, amb quatre generacions de compositors. El seu pare, Nikolai Txerepnín (alumne de Nikolai Rimski-Kórsakov), era compositor, director del Teatre Mariïnski i professor de direcció d’orquestra al Conservatori de Sant Petersburg. La seva mare, Marie Benois, era cantant aficionada i filla del pintor Albert Benois, a més de neboda de l’escenògraf Aleksandr Benois. Els seus fills, Serge Tcherepnin i Ivan Tcherepnin també van ser compositors, així com dos dels seus néts (fills d'Ivan), Sergei i Stefan. La música d’Ivan es va escoltar internacionalment i, just abans de la seva mort prematura, li van concedir l’important Premi Grawemeyer. El seu fill Serge va participar en el desenvolupament més primerenc de la música i els instruments electrònics. La seva mare era membre de la família artística Benois, una neboda d'Aleksandr Benois.

## Biografia

### Sant Petersburg
Alexander Tcherepnin va passar la seva infantesa a Sant Petersburg. Gràcies a la connexió de la seva família Benois-Diàguilev va ser un lloc de trobada per a molts músics i artistes coneguts de l'època. A casa seva hi acudien artistes de tota mena —tant els tradicionalistes com el bo i millor de l’avantguarda. Entre els íntims de la família hi havia noms com Glazunov, Rimski-Kórsakov, Stravinski, Prokófiev, Benois, Bakst, Fokine i Diàguilev.
Quan va començar els estudis formals de teoria i composició al final de la seva adolescència, ja havia compost centenars de peces, incloses més d'una dotzena de sonates per a piano. Entre els seus professors a Rússia hi havia el compositor Víktor Beliàiev (alumne d'Anatoli Liàdov i Aleksandr Glazunov), que va preparar Tcherepnin per al Conservatori de Sant Petersburg; Leokadia Kaixperova (pianista de renom, protegida d'Anton Rubinstein); i el seu professor al Conservatori, Nikolai Sokolov (alumne de Nikolai Rimski-Kórsakov). En aquella època, el mentor de Tcherepnin va ser el famós musicòleg Alexander Ossovsky, que també era amic del seu pare. Les seves obres van ser influenciades pel compositor Alexander Spendiaryan.

### Tbilisi
Després de la Revolució Russa de 1917, la família va fugir de Sant Petersburg i es va establir durant un temps a Tiflis (Tbilisi), capital de Geòrgia. A l'equipatge del jove Tcherepnin hi havia unes dues-centes peces curtes per a piano, una bona part de les quals finalment es van imprimir (sobretot en les seves Bagatelles, Op. 5). A Tbilisi va continuar els seus estudis al conservatori, va fer concerts com a pianista i director i va escriure música per al Teatre Kamerny. Tiflis destacava com un important nucli musical, on molts dels més grans músics russos actuaven com a convidats. Allí, Xaliapin va formar-se i va iniciar la seva trajectòria com a cantant. Però la guerra havia aïllat Rússia del corrent principal de l'art europeu: la manca de novetats editorials, l’absència de ràdio i el desenvolupament incipient del gramòfon condemnaren Tcherepnin a formar-se en un buit musical. Tot i això, tenia molt clara la seva vocació de compositor.
La rica i ancestral música tradicional georgiana va exercir una influència decisiva en l’estil de Tcherepnin. Al Caucas, Alexander descobrí la riquesa del patrimoni folklòric local. Aquell contacte el portà a adonar-se que el sistema tonal occidental no s’adaptava al tipus de música que volia compondre. Amb el temps, elaborà el que ell mateix considerà el sistema més idoni per al seu llenguatge musical: una escala de nou notes formada per tres tetracords. Tcherepnin l'anomenà Interpoint, ja que la seva música, pel que fa a sonoritat, s’allunya completament de la tradició tonal occidental. L’Interpoint no era sinó una eina personal que li permetia articular el seu propi llenguatge musical.

### París
A causa de l'entorn polític a Tbilisi després de la sovietizació de Geòrgia, els Tcherepnin van optar per abandonar Rússia definitivament el 1921. Es van establir a París on el seu pare acabaria esdevenint director del Conservatori Rus de la ciutat. Alexander Tcherepnin s’integrà dins la nombrosa comunitat d’exiliats russos establerta a París, ciutat que durant anys es convertí en el seu lloc de residència i activitat artística. Alexander hi va completar els estudis amb Paul Vidal (contrapunt) i Isidor Philipp, que era el cap del departament de piano al Conservatori de París, i es va associar amb un grup de compositors que incloïa Bohuslav Martinů, Marcel Mihalovici, Alexandre Tansman i Conrad Beck. Philipp va aconseguir la publicació de diversos grups de peces curtes per a piano que Tcherepnin havia compost a Rússia.
A París havia començat a fer-se un nom amb el seu Primer concert per a piano, op. 12 (1920), una obra dins la tradició de Glazunov, Rimski-Kórsakov i Skriabin. Es va convertir de seguida en una figura destacada de l’avantguarda musical parisenca, tant com a compositor com a intèrpret. Anna Pàvlova li va comissionar el ballet Ajanta's Frescoes, que estrenà al Covent Garden de Londres i mantingué en repertori durant anys. La seva Primera Simfonia, presentada a París el 1927, va generar una gran polèmica: el segon moviment, concebut exclusivament per a percussió sense altura, va dividir el públic entre els xiulets, els aplaudiments i les crítiques que el titllaven de «soroll inclassificable», «cacofonia» o fins i tot «bolxevisme sonor», mentre d’altres el celebraven com «l’apoteosi del ritme».

### Xina
Des de París, Tcherepnin va iniciar una carrera internacional destacada com a virtuós pianista. El 1925 va guanyar el premi Schott amb el seu Concerto da Camera, op. 33. Va començar les visites anuals als Estats Units l'any 1926 i més tard va anar a l'Extrem Orient, fent diverses visites prolongades a la Xina i el Japó entre 1934 i 1937.
Quan Tcherepnin va arribar a la Xina el 1934, durant una de les seves gires internacionals, ja se sentia esgotat dels seus experiments tècnics i receptiu al que més tard descriuria com una “cura folklòrica”. Enamorat del país —i també d’una jove pianista xinesa, Lee Hsien-Ming—, va anul·lar la resta del seu itinerari i s’hi va establir durant diversos anys, fins i tot quan ella va marxar a estudiar a Brussel·les i París. Es van casar més tard a Europa. Van tenir tres fills junts: Peter, Serge i Ivan. Alarmat per la possible dilució de la música xinesa, va col·laborar amb el Ministeri de Cultura i, com a professor del Conservatori de Xangai, va ensenyar a una nova generació de compositors a integrar les seves tradicions en llenguatges moderns. També va impulsar concursos per afavorir la creació, l’edició i la difusió d’aquesta música. Repetiria aquesta tasca al Japó. A banda de la seva tasca docent i orientadora al Conservatori de Xangai, va col·laborar amb el govern xinès en la definició de polítiques educatives musicals. A Tòquio, va impulsar la creació d’una editorial centrada en la difusió de música contemporània. Va promocionar compositors al Japó (Akira Ifukube, Fumio Hayasaka, Bunya Koh i altres), i a la Xina (He Luting i altres).
Durant la Segona Guerra Mundial, va viure a París, ensenyant piano al Conservatori Rus. La guerra pràcticament va aturar les seves activitats musicals. La immediata postguerra, però, va comportar un ressorgiment de les energies creatives; el resultat va ser una sèrie d'obres importants, començant per la Simfonia núm. 2 (composta el 1947, no orquestrada fins al 1951).

### Chicago
El 1948 es traslladà als Estats Units, establint-se a Chicago el 1950 i el 1958 adquirint la ciutadania dels Estats Units. L’any 1949, Tcherepnin acceptà el càrrec de cap del departament de piano a la Universitat DePaul de Chicago, on va romandre durant quinze anys. Entre els seus estudiants hi havia Phillip Ramey, Robert Muczynski, Gloria Coates i John Downey. La Simfonia núm. 3 de Tcherepnin va ser escrita mentre es trobava a Chicago durant aquest temps, per encàrrec el 1951 per Patricia i M. Martin Gordon, que van ser els fundadors de Princess Pat, una empresa de cosmètica amb seu a Chicago. L'obra va ser dedicada a Patricia Gordon i es va estrenar el 1955 amb Fabien Sevitzky dirigint l'Orquestra Simfònica d'Indianapolis. Mentrestant, la seva Simfonia núm. 2 es va estrenar amb l'Orquestra Simfònica de Chicago l'any 1952 sota la direcció de Rafael Kubelík. El 1957, Tcherepnin va completar dues comissions orquestrals americanes importants: el Divertimento, Op. 90 (per a Fritz Reiner i l'Orquestra Simfònica de Chicago) i la seva Simfonia núm. 4, op. 91 (per a Charles Munch i l'Orquestra Simfònica de Boston). El 1964 es va traslladar a Nova York i posteriorment va dividir el seu temps entre els Estats Units i Europa. L'any 1967 visità el seu país natal i hi va fer una aparició com a director convidat que causà sensació a la URSS.
Va morir a París el 1977.
L'Orquestra Simfònica de Singapur va ser la primera a gravar el seu cicle simfònic complet, dirigit per Lan Shui. El 2008, aquests enregistraments es van reeditar juntament amb les interpretacions de la Simfònica de Singapur dels seus sis concerts per a piano (Noriko Ogawa, pianista), juntament amb l'oració simfònica, op. 93, Magna Mater, Op. 41 i altres obres orquestrals.

## Estil i tècniques
La seva producció inclou tres òperes, quatre simfonies, un divertimento (que és una simfonia en tot menys nom), sis concerts per a piano, obres per a ballet, música coral, solo de saxo alt i una gran quantitat de música de piano solista. La seva Simfonia núm. 1 (1927) és notable per incloure el primer moviment simfònic mai escrit completament per a percussió sense tonalitat; això va precedir quatre anys de la ionització d'Edgard Varèse de 1931. Una de les dues simfonies que es van quedar incompletes a la seva mort hauria estat només per a la percussió. Tcherepnin va inventar els seus propis llenguatges harmònics. La més famosa de les seves escales sintètiques, derivada de la combinació d'hexacords menors i majors, té nou notes i consta de tres tetracords conjunts de semitò-to-semitó. Això es va conèixer com a "escala de Tcherepnin", i es pot classificar amb els modes de transposició limitada de Messiaen.
També va treballar amb escales pentatòniques, melodies modals russes antigues, harmonies georgianes i una escala "perfecta cromàtica" de nou notes construïda sobre intervals de mig pas i pas i mig. Tcherepnin va discutir aquestes tècniques a la seva monografia Elements bàsics del meu llenguatge musical.
El compositor escriu el següent: «A finals dels anys vint vaig començar a cansar-me dels meus propis experiments tècnics amb escales de nou notes, l’‘intrapunt’, estructures polifòniques, i fins i tot del material musical que havia inventat instintivament. Com que la vida d’un compositor és una recerca constant del progrés artístic, vaig començar a buscar nous mitjans i mètodes, i una comprensió cada vegada més profunda de l’art. Vaig entrar en una fase en què vaig reavaluar tots els meus valors per poder apropar-me més a la humanitat i alliberar-me del meu anterior concepte de la música, que havia estat una mena de deus ex machina musical. Vaig pensar que el folklore podria ser un bon punt de partida per alliberar-me del formalisme tècnic autoimposat. Entre 1933 i 1939 vaig compondre moltes obres basades en motius de la música folklòrica que esperava que m’ajudessin en aquesta recerca.»

## Obres
Per conèixer la seva gran producció, aneu al seu arxiu "Llista de composicions d'Alexander Tcherepnin" de la Viquipèdia anglesa.

## Documents
- Cartes d'Alexander Tcherepnin en poder dels Arxius Estatals de Leipzig (alemany), arxius de l'empresa de l'editorial musical C. F. Peters (Leipzig).